# Jewgienij Niestierienko
Jewgienij Jewgienjewicz Niestierienko (ros. Евгений Евгеньевич Нестеренко, ur. 8 stycznia 1938 w Moskwie, zm. 20 marca 2021 w Wiedniu) – rosyjski śpiewak operowy (bas).

## Życiorys
Urodził się w rodzinie wojskowego. Ukończył Leningradzki Instytut Inżynieryjno-Budowlany i w 1965 Leningradzkie Konserwatorium Państwowe im. Rimskiego-Korsakowa, w latach 1963–1965 był solistą Leningradzkiego Małego Teatru Opery i Baletu, debiutując w roli Griemina w Eugeniuszu Onieginie. Później pracował w Leningradzkim Teatrze Opery i Baletu im. Kirowa, a od 1971 jako solista w Państwowym Akademickim Teatrze Wielkim ZSRR. Występował m.in. w Rusłanie i Ludmile, Borysie Godunowie, Kniaziu Igorze, Rusałce, Don Carlosie, Fauście, Carmen. Występował w Wiedniu, Barcelonie, Madrycie, Atenach, Hamburgu, Weronie, Budapeszcie, Monachium, Tokio, Frankfurcie nad Menem i operach w USA. Jest laureatem wielu prestiżowych konkursów muzycznych, m.in. w 1970 otrzymał pierwszą nagrodę i złoty medal na Międzynarodowym Konkursie Muzycznym im. Czajkowskiego. Od 1967 zajmuje się także działalnością pedagogiczną, w latach 1975–1993 pracował w Moskiewskim Konserwatorium Państwowym im. Czajkowskiego, a w latach 1993–2003 w Konserwatorium Wiedeńskim. 25 maja 1976 otrzymał tytuł Ludowego Artysty ZSRR. W latach 1974–1991 był członkiem KPZR, a w latach 1989–1991 sprawował mandat deputowanego ludowego ZSRR.
Jewgienij Niestierienko zmarł 20 marca 2021 roku na COVID-19 w Wiedniu w Austrii, miał 83 lata.

## Odznaczenia i nagrody
- Medal Sierp i Młot Bohatera Pracy Socjalistycznej (7 stycznia 1988)
- Order Lenina (7 stycznia 1988)
- Order Honoru (22 maja 2014)
- Order Czerwonego Sztandaru Pracy (14 listopada 1980)
- Nagroda Leninowska (1982)

I medale.